# Contea di Rongcheng
La contea di Rongcheng (容城县S, RóngchéngP) è una contea della Cina, situata nella provincia di Hebei e amministrata dalla prefettura di Baoding.